# Station Bigny
Station Bigny is een spoorwegstation in de Franse gemeente Vallenay.